# 632
| [ Edytuj tabelę ]          |                                             |
| Cesarz Bizancjum           | - 610 Herakliusz 641                        |
| Cesarz Chin                | - 626 Tang Taizong 649                      |
| Król Essexu                | - 617 Sigeberht I Mały 653                  |
| Król Franków               | - 629 Charibert II 632 - 632 Dagobert I 639 |
| Cesarz Japonii             | - 629 Jomei 641                             |
| Kalif                      | - 632 Abu Bakr 634                          |
| Król Kentu                 | - 616 Eadbald 640                           |
| Patriarcha Konstantynopola | - 610 Sergiusz I 638                        |
| Władca Korei               | - 618 Yŏngnyu 642                           |
| Król Longobardów           | - 626 Arioald 636                           |
| Król Mercji                | - 626 Penda 655                             |
| Papież                     | - 625 Honoriusz I 638                       |
| Król Persji                | - 630 Hormizd V 632 - 632 Jezdegerd III 651 |
| Król Wizygotów             | - 631 Sisenand 636                          |

Rok 632 / DCXXXII
stulecia: VI wiek ~
VII wiek ~
VIII wiek

lata: 622 «
627 «
628 «
629 «
630 «
631 «
632
» 633
» 634
» 635
» 636
» 637
» 642

## Wydarzenia

### Według miejsca

#### Europa
- 8 kwietnia – Chilperyk został królem Akwitanii.
- 12 października – bitwa pod Hatfield, król Nortumbrii Edwin został pokonany przez pogańską koalicję Mercji i Walii, dowodzoną przez Pendę, króla Mercji (bitwa ta rozegrała się 12 października w roku 632 lub 633).

:Data dzienna nieznana:
- Kubrat z protobułgarskiego rodu arystokratycznego Dulo ustanowił Wielką Bułgarię. Przejął władzę nad swoim plemieniem Utigurów i wypędził Awarów ze swych ziem. Władza króla (chagana) Kubrata rozciągała się od delty Dunaju do rzeki Wołgi.
- Bunt Samona - Altsek prowadzi 9 000 Bułgarów z Panonii do schronienia u Dagoberta (który ich masakruje), a następnie wraz z 700 ocalałymi osiedla się pod ochroną Waluka.[1]

#### Arabia
- 23 lutego – ostatnie kazanie Mahometa. Szyici uważają iż było to mianowanie Alego ibn Abi Taliba na jego następcę. Ali zostaje imamem - religijnym, duchowym i politycznym przywódcą Ummy.
- wrzesień – Islamska kolumna (6000 ludzi) pod dowództwem Chalida ibn al-Walida pokonuje rebeliantów - apostatów którymi dowodził Tulayha ibn Khuwaylid ibn Nawfal al-Asadi, ok. 40 km na południowy zachód od Ha’il (Arabia Saudyjska).
- Grudzień - Bitwa pod Jamamą: muzułmańskie siły Abu Bakra pokonują rebeliantów Apostatów (40 000 ludzi) pod dowództwem Musajlimy na równinie Akraba.

Data dzienna nieznana:
- Po śmierci Mahometa jego następcą (kalifem) został Abu Bakr.
- W wyniku sporu o sukcesję po śmierci Mahometa, powstał jeden z trzech głównych nurtów islamu szyizm (od arab. ‏شيعة علي‎ szī'at Ali – stronnictwo Alego), obok sunnizmu i charydżyzmu.
- Abu Bakr rozpoczął serię kampanii wojskowych (‏حروب الردة‎ trb. hrub ar-Rda trl. ḥrūb ār-rdť), przeciwko plemionom arabskich rebeliantów, przywracając wpływy czterech pierwszych kalifatów (‏الخلفاء الراشدون‎ trb. Al-Chlfaa ar-Rszdun trl. āl-ẖlfā’ ār-rāšdūn) i zabezpieczył dziedzictwo Mahometa.
- Pierwszy najazd Arabów na Cypr.

#### Persja
- 16 czerwca – ośmioletni Jezdegerd III, zasiadł na tronie jako król (szachinszach) Persji. Był ostatnim władcą z dynastii Sasanidów.

#### Azja
- Chiński podróżnik Xuanzang, opisał dwa ogromne posągi Buddy wykute w zboczu góry, w dolinie położonej w prowincji Bamian (dzisiejszy środkowy Afganistan).
- 27 stycznia – Nastąpiło Zaćmienie Słońca.[2]
- Seondeok zostaje koronowana na królową Silly (Korea).[3]

#### Armenia
- Na Wyżynie Armeńskiej dochodzi do trzęsienia ziemi.[4]

## Urodzili się
- Al-Muhallab ibn Abi Sufra, arabski generał (zm. 702)
- święty Windicjan, biskup Cambrai (przybliżona data)

## Zmarli
- 8 kwietnia – Charibert II, król Akwitanii z dynastii Merowingów (ur. ok. 608)
- 8 czerwca – Mahomet (‏محمد‎), prorok i założyciel islamu (data urodzenia nieznana)
- 12 października – Edwin, król Nortumbrii (zm. 632 lub 633) (ur. ok. 584)
- Fatima (‏فاطمة بنت محمد‎), córka proroka Mahometa (ur. pomiędzy 600 a 615)
- Ibrahim (‏إبرهيم بن محمد‎), syn proroka Mahometa (ur. 631)